# Черчино
Черчино (італ. Cercino) — муніципалітет в Італії, у регіоні Ломбардія,  провінція Сондріо.
Черчино розташоване на відстані близько 530 км на північний захід від Рима, 80 км на північ від Мілана, 29 км на захід від Сондріо.

Населення — 789 осіб (2014).

## Демографія
Населення за роками:

Станом на 1 січня 2023 року в муніципалітеті офіційно проживало 60 іноземців з 11 країн, серед них 1 громадянин країн Євросоюзу та 8 громадян України.

## Сусідні муніципалітети
- Чино
- Козіо-Вальтелліно
- Мантелло
- Новате-Меццола
- Траона